# Notopygus eurus
Notopygus eurus là một loài tò vò trong họ Ichneumonidae.